# Йотун, Йосимар
Ви́ктор Йосима́р Йоту́н Фло́рес (исп. Víctor Yoshimar Yotún Flores; род. 7 апреля 1990, Кальяо) — перуанский футболист, защитник клуба «Спортинг Кристал» и сборной Перу. Участник чемпионата мира 2018 года.

## Клубная карьера
Йотун — воспитанник клуба «Спортинг Кристал». В 2008 году для получения игровой практики он сразу же был отдан в аренду в «Хосе Гальвес». По окончании сезона вернулся в «Спортинг». 9 мая 2009 года в матче против «Мельгара» Йосимар дебютировал за команду в перуанской Примере. 3 марта 2010 года в поединке против «Университарио» он забил свой первый гол за «Спортинг». В 2012 и 2014 годах Йотун стал чемпионом Перу в составе «Кристала».
В 2013 года на правах аренды Йотун перешёл в бразильский «Васко да Гама». 25 мая в матче против «Португезы» он дебютировал в бразильской Серии А. После окончания срока Йосимар вернулся в Перу.
В начале 2015 года Йотун перешёл в шведский «Мальмё», подписав контракт на три года. 6 апреля в матче против «Сундсвалля» он дебютировал в Аллсвенскане. 12 апреля в поединке против «Гётеборга» Йотун забил свой первый гол за «Мальмё». В 2016 году он стал чемпионом Швеции.
4 августа 2017 года Йотун перешёл в клуб MLS «Орландо Сити», подписав контракт по правилу назначенного игрока. В главной лиге США он дебютировал 12 августа в матче против «Нью-Йорк Ред Буллз». 27 сентября в поединке против «Нью-Инглэнд Революшн» Йосимар забил свой первый гол за «Орландо Сити». Йотун был отобран для участия в Матче всех звёзд MLS 2018, где со звёздами лиги встретился итальянский гранд «Ювентус».
27 декабря 2018 года было объявлено о переходе Йотуна в мексиканский «Крус Асуль», сумма трансфера по сведениям прессы составила $4 млн. 5 января в матче против «Пуэблы» он дебютировал в мексиканской Примере. 9 марта в поединке против «Атласа» Йосимар забил свой первый гол за «Крус Асуль». В составе клуба он стал чемпионом Мексики и завоевал национальный кубок. В 2022 году Йотун вернулся в «Спортинг Кристал». 

## Международная карьера
1 июня 2011 года в матче Кирин Кап против сборной Японии Йосимар дебютировал за сборную Перу.
В том же году Йотун принял участие в Кубке Америки в Аргентине. На турнире он сыграл в матчах против сборных Колумбии, Мексики, Венесуэлы и дважды Уругвая. По итогам соревнований Карлос завоевал бронзовую медаль.
15 октября 2013 года в отборочном матче чемпионата мира 2014 года против сборной Боливии Йосимар забил свой первый гол за национальную команду.
В 2015 году Йосимар в составе сборной во второй раз стал бронзовым призёром в Кубка Америки в Чили. На турнире он сыграл в матчах против сборных Парагвая, Венесуэлы, Колумбии, Чили, Боливии и Бразилии.
Летом 2016 года Йотун в составе сборной принял участие в Кубке Америки в США. На турнире он сыграл в матчах против команд Гаити, Эквадора и Бразилии.
В 2018 году Йотун принял участие в чемпионате мира 2018 в России. На турнире он сыграл в матчах против команд Франции, Дании и Австралии.
В 2019 года Йотун в четвертый раз принял участие в Кубке Америки в Бразилии. На турнире он сыграл в матчах против сборных Венесуэлы, Боливии, Чили, Уругвая и дважды Бразилии. В поединке против чилийцев Йосимар забил гол.
В 2021 года Йотун в пятый раз принял участие в Кубке Америки в Бразилии. На турнире он сыграл в матчах против сборных Парагвая, Венесуэлы, Эквадора, а также дважды Бразилии и Колумбии. В поединках против парагвайцев и колумбийцев Йосимар забил по голу.

### Голы за сборную Перу
| #   | Дата            | Место                                    | Противник | Счёт | Результат | Соревнование                       |
| --- | --------------- | ---------------------------------------- | --------- | ---- | --------- | ---------------------------------- |
| 01. | 15 октября 2013 | Национальный стадион, Лима, Перу         | Боливия   | 1:0  | 1:1       | Чемпионат мира 2014 (квалификация) |
| 02. | 28 мая 2016     | Мемориальный стадион, Сиэтл, США         | Сальвадор | 3:1  | 3:1       | Товарищеский матч                  |
| 03. | 3 июля 2019     | Арена Гремио, Порту-Алегри, Бразилия     | Чили      | 2:0  | 3:0       | Кубок Америки 2019                 |
| 04. | 3 июля 2021     | Педро Людовико, Гояния, Бразилия         | Парагвай  | 3:2  | 3:3       | Кубок Америки 2021                 |
| 05. | 9 июля 2021     | Национальный стадион, Бразилиа, Бразилия | Колумбия  | 0:1  | 3:2       | Кубок Америки 2021                 |
| 06. | 20 января 2022  | Национальный стадион, Лима, Перу         | Ямайка    | 3:0  | 3:0       | Товарищеский матч                  |
| 07. | 29 марта 2022   | Национальный стадион, Лима, Перу         | Парагвай  | 2:0  | 2:0       | Чемпионат мира 2022 квалификация   |

## Достижения
Командные
 «Спортинг Кристал»
- Чемпион Перу: 2012, 2014

 «Мальмё»
- Чемпион Швеции: 2016, 2017

 «Крус Асуль»
- Чемпион Мексики: Клаусура 2021
- Обладатель Суперкубка Мексики: 2019

 сборная Перу
- Серебряный призёр Кубка Америки: 2019
- Бронзовый призёр Кубка Америки: 2011, 2015

Личные
- Участник Матча всех звёзд MLS: 2018
- Символическая сборная Кубка Америки по версии КОНМЕБОЛ: 2021